# Mamadou Bagayoko (1979)
Mamadou Bagayoko (Parijs, 21 mei 1979) is een Malinese voetballer (aanvaller) die sinds 2009 voor de Franse eersteklasser OGC Nice uitkomt. Voordien speelde hij onder andere voor RC Strasbourg, AC Ajaccio en FC Nantes.
Sinds 2001 speelde Bagayoko vijftien wedstrijden voor de Malinese nationale ploeg, daarin kon hij een doelpunt scoren.